# Proyectiles Palliser

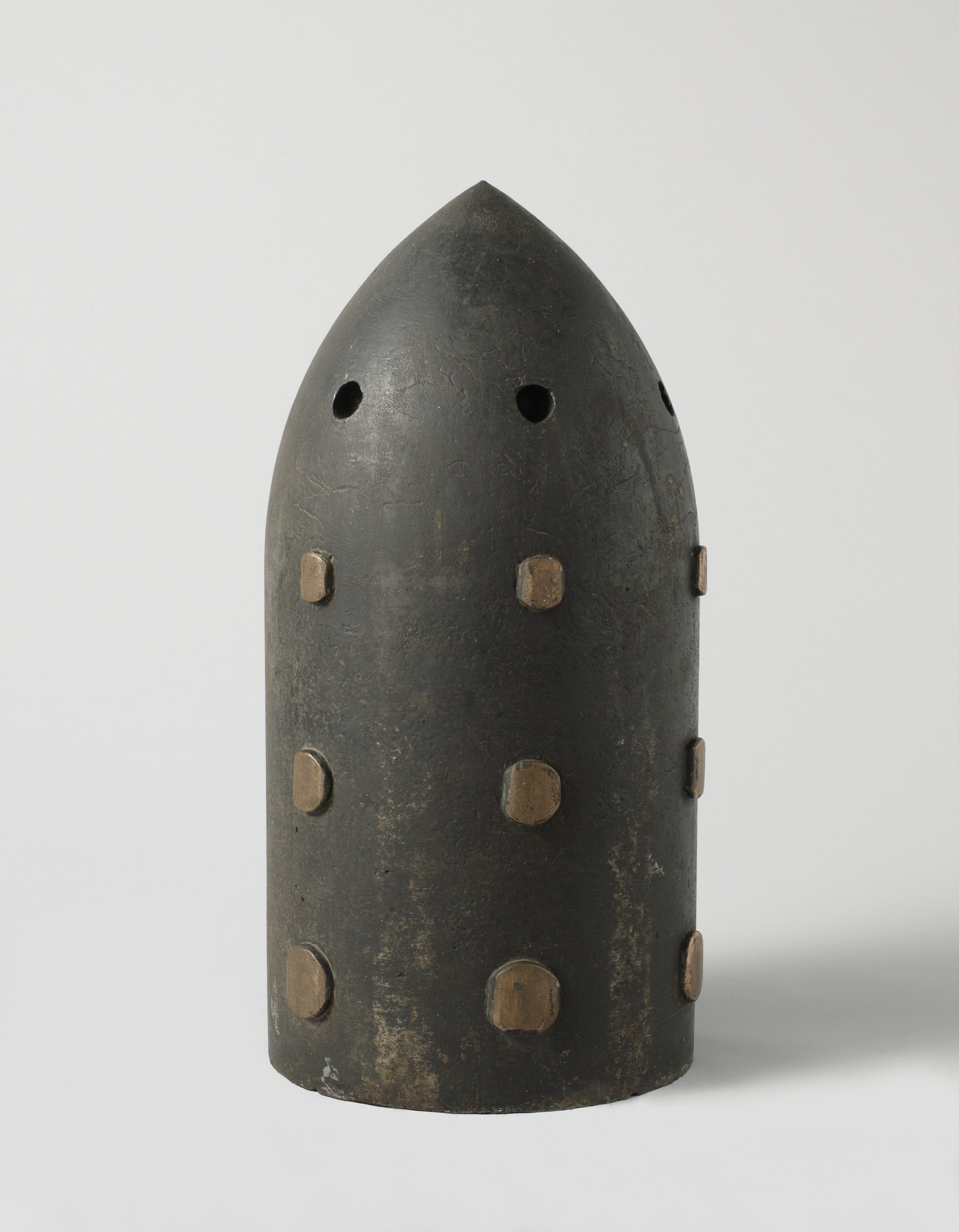
Proyectil Palliser, Mark I, para el cañón RML de 9 pulgadas.

Los proyectiles Palliser fueron inventados por Sir William Palliser, siendo llamados así en honor a su inventor. Eran primigenios proyectiles antiblindaje de artillería británicos, destinados a perforar el blindaje de los buques de guerra desarrollados en la segunda mitad del siglo XIX.

## Historia
El proyectil del Mayor Palliser, aprobado el 21 de octubre de 1867, era una mejora respecto al proyectil ojival de la época. Fue adoptado para los grandes cañones de avancarga con ánima estriada, que tenían el estriado Woolwich (tres estrías). Los proyectiles Palliser en varios calibres permanecieron en servicio como munición antiblindaje hasta que fueron retirados de servicio en el Reino Unido en 1909 de los buques y baterías costeras, y en 1921 de las unidades de artillería.

## Proyectil Palliser
El proyectil Palliser estaba hecho de hierro fundido, con su punta siendo enfriada durante el vaciado para templarla, usando moldes compuestos con una porción de metal enfriada por agua para la punta. A veces aparecían defectos que causaban resquebrajamientos en los proyectiles, pero estos fueron superados ocn el paso del tiempo. Se montaron resaltes de bronce en el exterior del proyectil, a fin de que puedan encajar en las estrías del ánima del cañón. La base tenía una concavidad, pero no era llenada con pólvora u otro explosivo: la concavidad era necesaria por las dificultades que presentaba el vaciado de grandes proyectiles macizos sin resquebrajarse al enfriarse, porque la punta y la base de los proyectiles se enfriaban a distintas velocidades y de hecho una mayor concavidad facilitaba un vaciado de mejor calidad. El agujero en la base estaba roscado para montar un obturador de gases de cobre. Esto evitaba que los gases de la pólvora escapen alrededor del proyectil, ofreciendo obturación mientras que la banda de rotación se iba perfeccionando. Los diseños posteriores descartaron los resaltes del cuerpo del proyectil, montando obturadores de gas con resaltes que encajaban en las estrías para impartir movimiento de rotación al proyectil.
En el combate naval de Angamos del 8 de octubre de 1879, los blindados chilenos Blanco Encalada y Almirante Cochrane dispararon veinte proyectiles Palliser de 113,4 kg (250 libras) contra el buque torreta peruano Huáscar, con devastadores resultados. Fue el primer empleo en combate de dichos proyectiles antiblindaje.Se ha constatado también que el blindado peruano también contaba con proyectiles Palliser para sus armas principales de 300 libras, sin embargo fueron menos efectivos en comparación a los chilenos ya que sus ya vetustos cañones no imprimían la fuerza suficiente para dañar a los blindados en sus sectores más protegidos.  

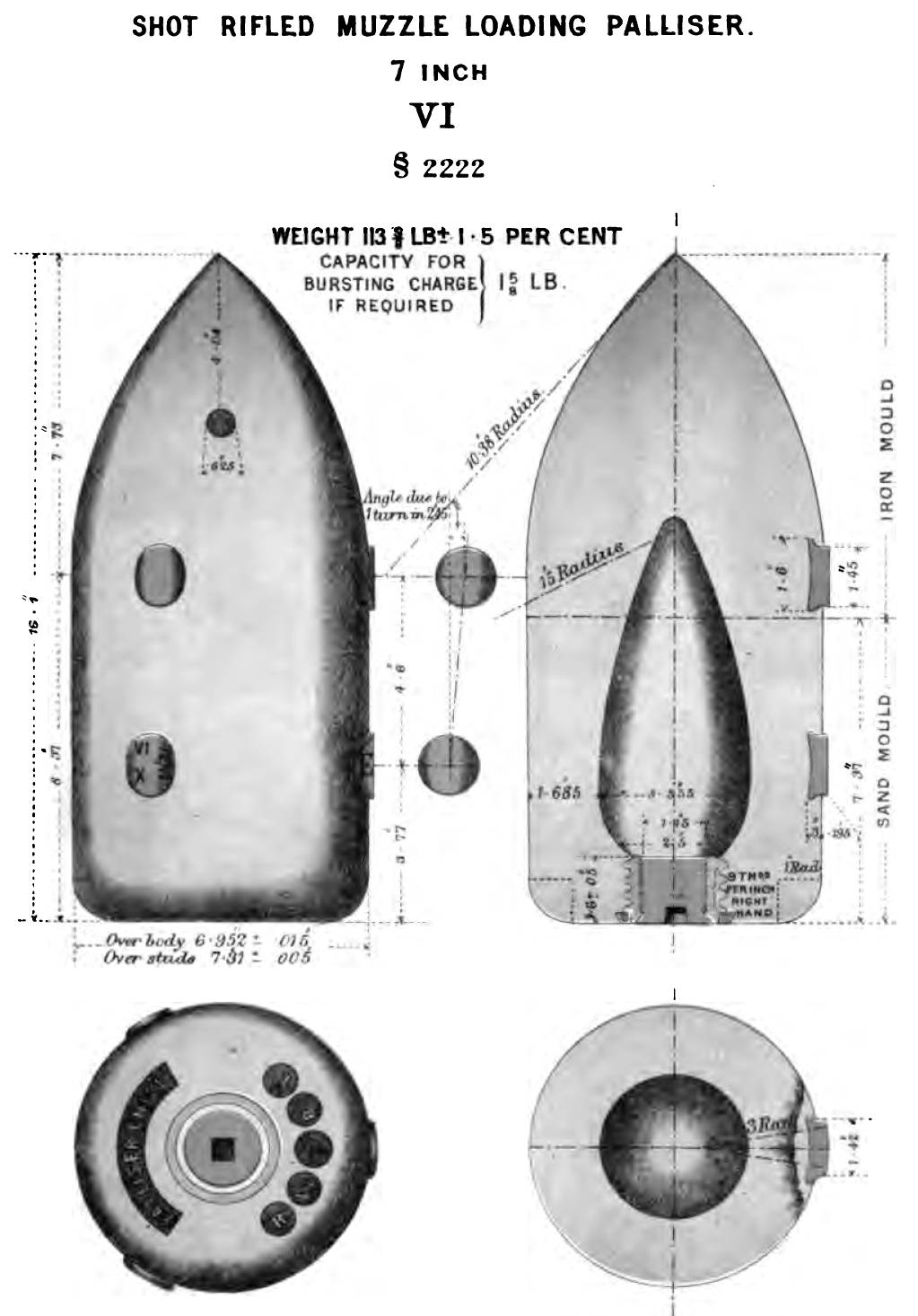
Proyectil Palliser con resaltes para el cañón RML de 7 pulgadas, 1877
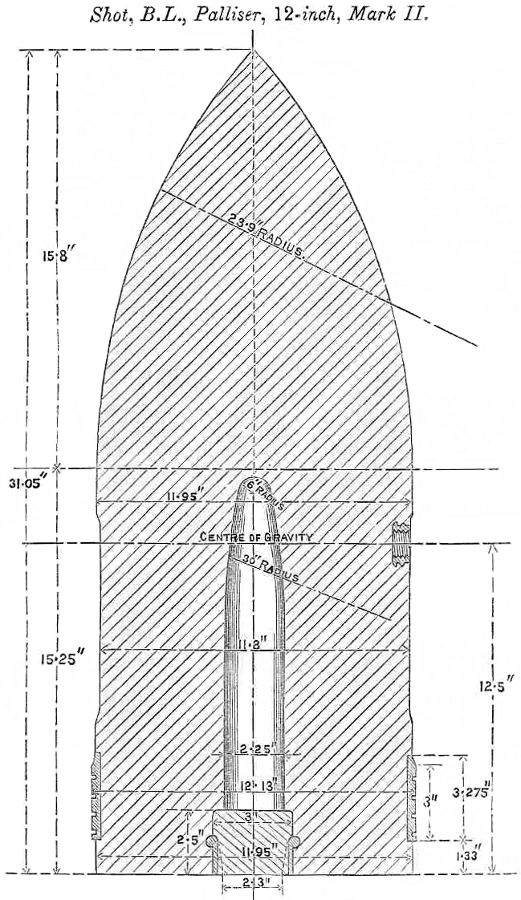
Proyectil Palliser para el cañón naval BL de 12 pulgadas Mk I-VII, 1886

## Obús Palliser
Inglaterra también desplegó obuses Palliser en las décadas de 1870 y 1880. En el obús, la concavidad de su base era ligeramente más grande que la del proyectil e iba cargada de pólvora, para detonar después de perforar el blindaje. El obús era ligeramente más largo que el proyectil para compensar el tamaño de la concavidad. La carga explosiva era detonada por el impacto, por lo cual no precisaba una espoleta. Mientras que los obuses eran eficaces contra planchas de acero sin templar, la doctrina artillera británica sostenía que solamente los proyectiles macizos eran adecuados para perforar los nuevos blindajes de acero templado que se habían desarrollado en la década de 1880; por lo tanto se descontinuó la carga explosiva.

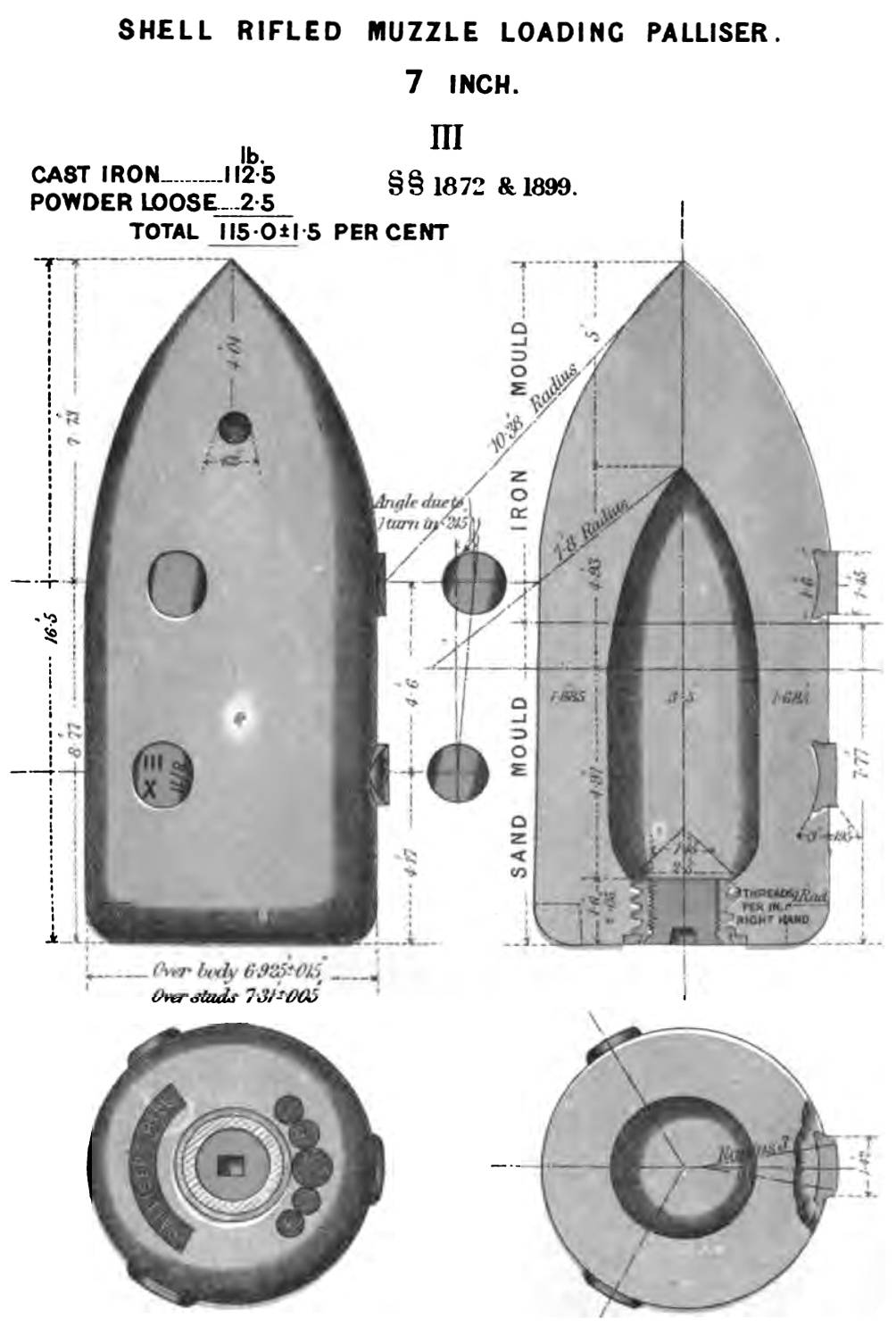
Obús Palliser con resaltes para el cañón RML de 7 pulgadas, 1877.
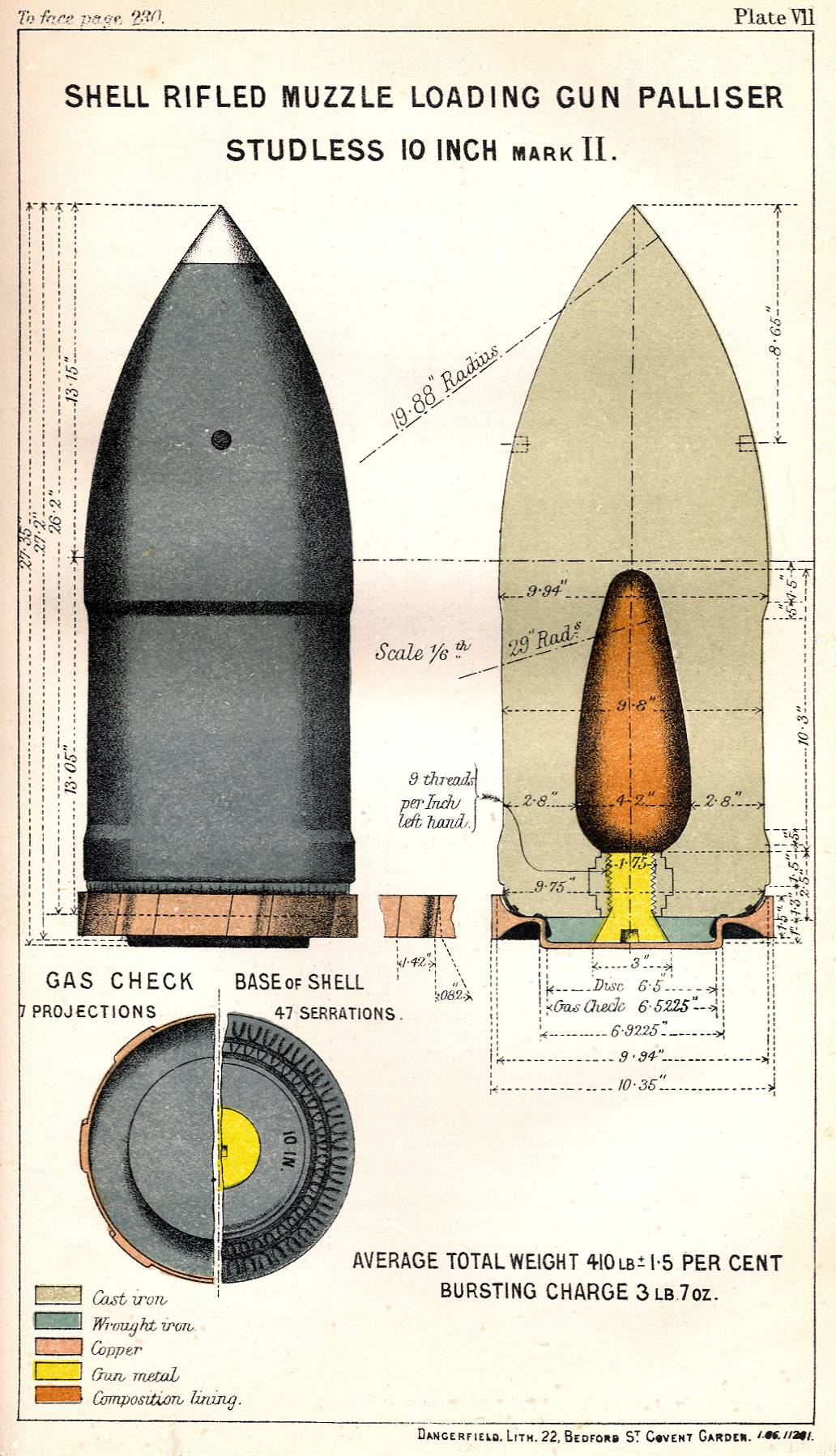
Obús Palliser para el cañón RML de 10 pulgadas 18 t, 1886.